# اسپیره سرخ
اسپیره سرخ (نام علمی: Spiraea japonica) نام یک گونه از گیاه سرده اسپیره است.